# هوا مولان
هئا مولان (چینی سنتی: 花木蘭; چینی ساده‌شده: 花木兰) یک قهرمان قومی افسانه‌ای از دوران سلسله‌های شمالی و جنوبی (قرن ۴ تا ۶ میلادی) از تاریخ چین است. طبق افسانه‌ها، مولان با تغییر چهره خود به عنوان مرد جای پدر پیر خود را در خدمت سربازی گرفت. در داستان، پس از خدمت طولانی مدت در ارتش طی نبرد با امپراتوری نومادیک در آن سوی مرزهای شمالی، مولان توسط شاهنشاه مورد احترام قرار می‌گیرد اما ترفیع درجه به مقام عالی را رد می‌کند. او به شهر خود بازمی‌گردد، جایی که دوباره با خانواده‌اش دیدار می‌کند و جنسیت خود را برملا می‌نماید، این امر باعث حیرت هم‌رزمانش گردید. محققان در مورد اینکه مولان یک شخص واقعی است یا یک شخصیت خیالی و زاده افسانه، اختلاف نظر دارند.